# Siege of Newport (poemat)

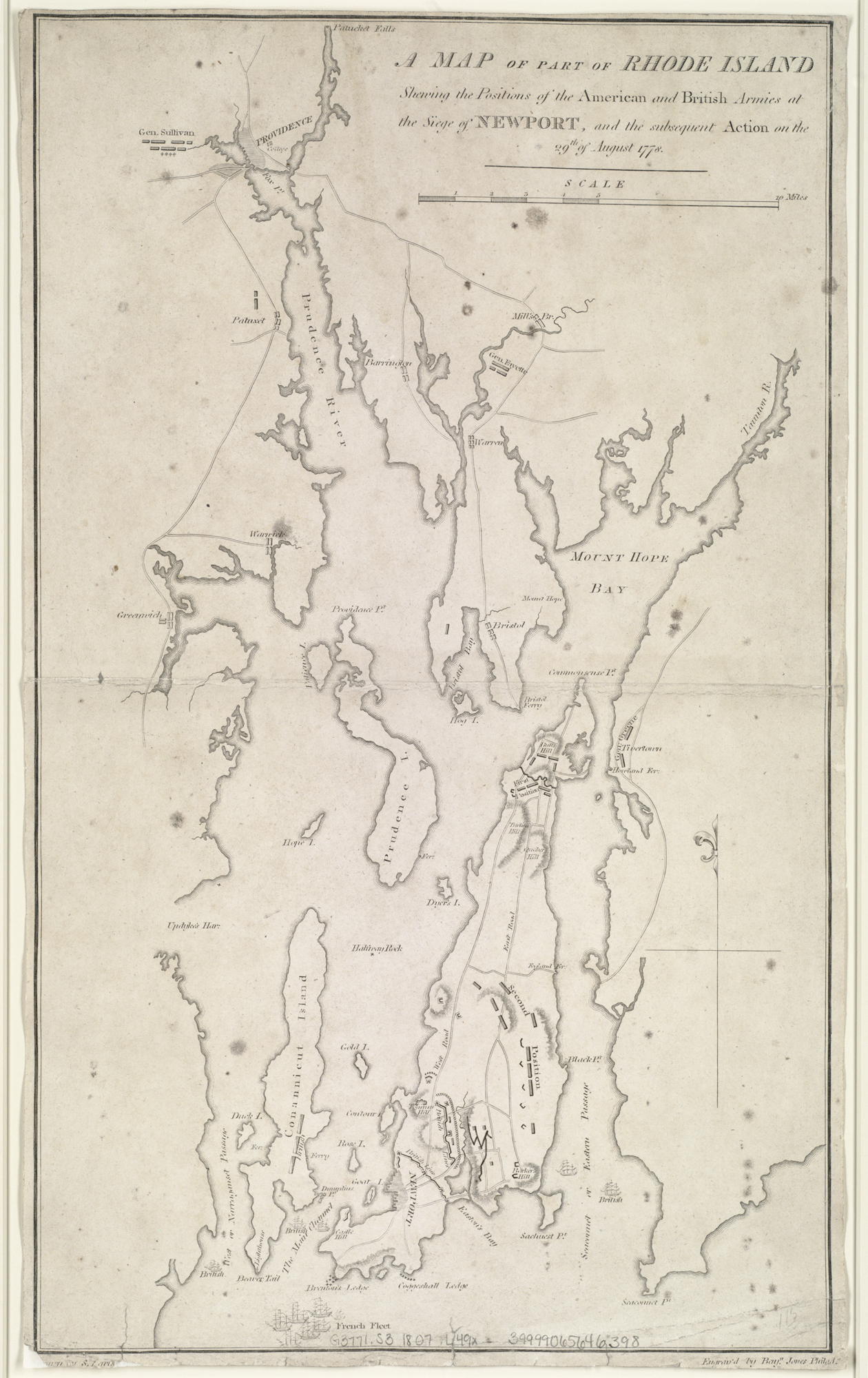
Mapa Rhode Island ukazująca rozłożenie pozycji brytyjskich i amerykańskich podczas oblężenia Newport w 1778

Siege of Newport – poemat epicki amerykańskiego poety Thomasa Coffina Amory’ego, opublikowany w 1888 nakładem wydawnictwa John Wilson and Son. Utwór dzieli się na 10 części, Introduction, Landing, Sea Fight, The March, The Siege, The Battle, Iroquois, Savannah, Surrender i Centennial. Opowiada o wydarzeniach z czasów amerykańskiej wojny o niepodległość.
Should he who reads these unpretending lines
Inquire why venture on so bold a theme,
Ours but to follow; Providence designs
We tread the paths, the paths of duty seem.
If circumstance beyond our own control
Guide, shape resistlessly our aims and ends,
But weak the faith, if our poor human soul
Upon its own unaided strength depends.
Thomas C. Amory jest autorem także prozatorskiej relacji historiograficznej o oblężeniu Newport.